# Alexander Gerič
Alexander Gerič (30. ledna 1920, Slovenský Meder - 29. srpna 1944, pravděpodobně nedaleko obce Ladce) byl pilotem Slovenských vzdušných zbraní v druhé světové válce a leteckým esem. Bojoval na východní frontě a po 9 potvrzených sestřelech přeletěl na sovětskou stranu. V Sovětském svazu absolvoval Alexander Gerič zpravodajský výcvik a krátce nato byl v červenci 1944 vysazen nad středním Slovenskem. Byl však Němci zadržen a poté vězněn v Bratislavě. Později byl propuštěn a na žádost ministra národní obrany generála Ferdinanda Čatloše měl navázat spojení s postupující Rudou armádou. V srpnu 1944 on a poručík Šingliar odletěli v letadle Praga E-39 na letiště Tri Duby. Letadlo však nedaleko obce Ladce havarovalo. Oba členové posádky pravděpodobně zahynuli.

## Vyznamenání
- Železný kříž, I. třída (1943) Nacistické Německo
- , II. třída (1943) Nacistické Německo
- Medaile Za hrdinstvo[1], II. stupeň Slovenský štát